# Cebrecos
Cebrecos es un municipio y villa española en el partido judicial de Lerma, comarca de Arlanza, provincia de Burgos, comunidad autónoma de Castilla y León, España. 

## Geografía
Dista 55 km de la capital de la provincia.
Tiene un área de 23,30 km². Forma parte de la Mancomunidad de La Yecla, con sede en Santa María del Mercadillo. Los días 25 y 26 de julio se celebran las fiestas en honor de los patronos: San Cristóbal y Santa Ana.

## Historia
No existen datos que permitan conocer con exactitud el momento del poblamiento de la zona en que Cebrecos está situado, pero se estima que debió producirse alrededor del año 900. Sí sabemos con certeza que el Condado de Castilla se extendía, en el año 912, hasta el Duero, habiéndose producido la lenta repoblación de estas tierras despobladas, al parecer, después de la invasión islámica. 
Las primeras noticias de la existencia de Cebrecos, datan del 27 de enero del año 930 en un documento en el que se confirman los términos del Monasterio de San Mamés de Ura, por el conde Fernán González. Se procede a un pacto de obediencia de las monjas de doña Eufrasio, abadesa de San Mamés de Ura, así como una donación de la abadesa, en la que, entre otros bienes, se incluye un terreno en Cebrecos: (...); et divisa in villa que vocitant Cebraicos(...). Esta escritura pertenece al denominado Becerro de Arlanza que, en 1925, cuando Luciano Serrano, abad de Silos, escribió el Cartulario de Arlanza, formaba parte de la biblioteca de los Condes de Heredia-Spínola. No obstante, el profesor G. Martínez Díez no considera auténtico este diploma, y estima que el término cebraicos es diminutivo de cebro, del latín equiferus 'caballo salvaje', término con el que se denominaba al onagra o asno salvaje. 
En otro documento fechado el 12 de julio de 1042, se menciona Cebrecos en una donación del Rey Fernando I: (...de Miranda usque ad illa via que discurrit ad Ezebrecos...). Pertenece también esta escritura, al Becerro de Arlanza, encontrándose el original de la confirmación real de 24 de febrero de 1255, en el Archivo Histórico Nacional.  
Vuelve a aparecer Cebrecos en una escritura fechada el 10 de mayo de 1062, en la que María Fortúniz da al Monasterio de San Pedro de Arlanza su haber y derechos señoriales en diversos pueblos, entre ellos éste (...et in alfoz de Ura Enezebrecos, et i Maluca suas divisas cun suas hereditates....). Maluca era un pueblo, hoy inexistente, situado 1800 metros al oeste-noroeste en torno a la actual ermita de San Vicente de Maluca. 
Cebrecos, como puede observarse, pertenecía al alfoz de Ura. Los alfoces eran demarcaciones administrativas que existieron en el Condado de Castilla hasta el siglo XIII, dependientes de un castillo a cuyo frente estaba un tenente. La cabeza del alfoz de Ura era el pueblo del mismo nombre, integrándolo también Castroceniza, Cebrecos, Covarrubias, Puentedura, Quintanilla del Coco, Quintanilla del Agua, Retuerta, Tejada, Tordueles, además de otros 17 lugares, hoy despoblados, entre los cuales se hallaba el mencionado Maluca.

## Demografía
Cebrecos cuenta con una población de 58 habitantes (INE 2024).
| Gráfica de evolución demográfica de Cebrecos entre 1842 y 2021                                                      |
| |
| Población de derecho según los censos de población del INE Población de hecho según los censos de población del INE |

| 1991 |  | 1996 |  | 2001 |  | 2004 |  | 2012 |  | 2014 |
| ---- |  | ---- |  | ---- |  | ---- |  | ---- |  | ---- |
| 80   |  | 79   |  | 82   |  | 67   |  | 52   |  | 36   |